# Eumorphobotys
Eumorphobotys és un gènere d'arnes de la família Crambidae.

## Taxonomia
- Eumorphobotys concavuncus (Chen & Zhang, 2018)[2]
- Eumorphobotys eumorphalis (Caradja, 1925)
- Eumorphobotys horakae (Chen & Zhang, 2018)[2]
- Eumorphobotys obscuralis (Caradja, 1925)